# Елени
 Тази статия е за родът животни.  За филма вижте Елени (филм).  
Елените (Cervus) са род едри тревопасни бозайници от разред Чифтокопитни (Artiodactyla). Мъжкарите на някои от видовете достигат до половин тон тегло. Характерни за рода са големите и добре развити рога при мъжките. Всички видове представят силно изразен полов диморфизъм, като мъжките са значително по-едри и носят рога по време на размножителния период.

## Размножаване
Полигамни видове. По време на размножителния период по-силните мъжкари имат собствен харем, който защитават от съперниците си.

## Допълнителни сведения
Много от видовете са ценен ловен обект. Срещащият се в България Благороден елен (Cervus elaphus) е един от най-ценените ловни обекти в световен мащаб.

## Класификация
Родът Cervus по-рано включвал Elaphurus, Axis, и Dama, но в съвременната литература тези родове са отделени. Същото се отнася и за Rusa, Rucervus, и Przewalskium.
- Cervus albirostris – Белобърнест елен
- Cervus canadensis – Уапити
- Cervus elaphus – Благороден елен
- Cervus nippon – Петнист елен